# اونترزولمتینگن
اونترزولمتینگن (به آلمانی: Untersulmetingen) یک منطقهٔ مسکونی در آلمان است که در لاوپهایم واقع شده‌است. اونترزولمتینگن ۲٬۰۸۲ نفر جمعیت دارد.